# Vildanden (1963)
Vildanden är en norsk svartvit dramafilm från 1963 i regi av Tancred Ibsen. Den bygger på Henrik Ibsens pjäs med samma namn.

## Handling
Hjalmar och Gina Ekdal bor tillsammans med dottern Hedvig i en lägenhet med loft. Hedvig tar hand om en skadeskjuten vildand. Hos familjen bor även Ekdal, som långt tidigare fått skulden för oegentligheter som hans dåvarande chef, grosshandlare Werle var upphov till. Gina var tidigare hushållerska hos Werle och han är Hedvigs egentlige far. När Hedvig precis som Werle börjar bli blind avslöjas hemligheten. Hjalmar stöter sin dotter ifrån sig och hon skjuter sig själv.

## Rollista
- Henki Kolstad – Hjalmar Ekdal
- Wenche Foss – Gina Ekdal
- Lars Nordrum – Gregers Werle
- Kjersti Dalbye – Hedvig
- Ola Isene – Gamle Ekdal
- Hans Stormoen – Doktor Relling
- Erik Lassen – Kandidat Molvig
- Else Heiberg – Fru Sørby
- Tore Foss – Grosshandlare Werle
- Egil Hjorth-Jenssen – En herre
- Oscar Egede-Nissen – Pettersen
- Erik Melbye Brekke – Gråberg
- Kaare Gundersen – Jørgensen
- Sverre Wilberg – Lakej

## Om filmen
Filmen regisserades av Tancred Ibsen och var hans sista spelfilmsregi. Han skrev även manus baserat på Henrik Ibsens pjäs Vildanden från 1884. Det var första gången som pjäsen filmatiserades, även om den tidigare gjorts som TV-teater. Filmen producerades av Egil Monn-Iversen för Norsk Film A/S och Teamfilm AS. Fotograf var Mattis Mathiesen och klippare Knut Bohwim, Knut Andersen och Tancred Ibsen. Filmen hade premiär den 4 mars 1963 i Norge.